# Yungdrung Namgyal Gyaltsen
Yungdrung Namgyal Gyaltsen (tibétain : གཡུང་དྲུང་རྣམ་རྒྱལ་རྒྱལ་མཚན, Wylie : g.yung drung rnam rgyal rgyal mtshan, né vers 1932 et mort le 18 juin 2008) est le premier candidat élu le 5 octobre 1977 au poste de député pour le siège supplémentaire pour la religion bön créé par le 14e dalaï-lama. Ainsi, outre le
quatre traditions bouddhistes majeurs, les adeptes de la religion bön ont un député au Parlement. Il est élu au 6e (1976-1979) et  7e (1979-1982) assemblées du Parlement tibétain en exil. 
Yungdrung Namgyal Gyaltsen remplace en tant que représentant de la tradition bön dans la 13e assemblée Jadur Sonam Sangpo quand ce dernier nommé juge de la Commission suprême de justice tibétaine.